# Razorlight
Razorlight est un groupe de rock britannique, originaire de Londres, en Angleterre. Il est formé en 2002 autour de Johnny Borrell, qui fut auparavant « conseiller » et parfois bassiste des Libertines.

## Biographie

### Débuts (2002–2003)
Johnny Borrell (Jonathan Edward Borrell) fonde, avec Björn Ågren, le suédois, Carl Dalemo et Christian Smith-Pancorvo le groupe Razorlight. Le 17 septembre 2002, ils jouent leur premier concert avec les quatre membres fondateurs, Johnny Borrell (chant, guitare) Carl Dalemo (basse), Christian Smith-Pancorvo (batterie) et Björn Ågren (guitare), au Dingwalls, avec les Von Bondies. L'ancien journaliste du NME Roger Morton, qui a managé le groupe à ses débuts, commence à chercher un studio d'enregistrement ; ils enregistrent Rip It Up, Rock 'n' Roll Lies et In the City. Le groupe signe finalement avec le label Mercury Records.

### Up All Night(2004–2005)
L'album Up All Night propulse Razorlight au sommet des charts britanniques, grâce aussi à Vertigo Records, leur label. En 2004, Andy Burrows remplace Christian Smith-Pancorvo au sein du groupe, en tant que batteur. Deux ans plus tard sort Razorlight, le deuxième album, avec des chansons beaucoup plus pop, telles que Before I Fall to Pieces ou America, qui connaîtra un immense succès.
Le groupe participe notamment en juillet 2005 au Live 8 au Hyde Park de Londres en y interprétant notamment Somewhere Else et Golden Touch. Cette même année, Razorlight participa également à l'album caritatif Help-A day in the life en enregistrant la chanson inédite Kirby's House. En 2006, le groupe fait la première partie de Muse en France ainsi que celle des Rolling Stones au Stade de France et joua pour la fête de la musique à la bibliothèque François-Mitterrand. Ils ont effectué une tournée européenne puis mondiale, avec cinq dates en France.

### Razorlight(2006–2007)
Le groupe est passé trois fois dans l'émission Taratata. La première fois, Johnny Borrell chante en duo avec Sarah Slean le titre Play with Fire des Rolling Stones et jour de même avec le reste du groupe le titre In the Morning, extrait de leur second album. Lors du deuxième passage, Johnny Borrell interprète en duo avec Raphael Five Years de David Bowie.  Enfin, pendant l'émission du 4 mai 2007, le groupe Razorlight présente America, puis Johnny Borrell interprète Je suis venu te dire que je m'en vais, chanson de Serge Gainsbourg.
La chanson Don't Go Back to Dalston serait adressée à Pete Doherty, ex-Libertines et désormais membre du groupe Babyshambles. Après le départ du batteur Christian Smith-Pancorvo, le groupe organisa une audition et choisit Andy Burrows parmi 62 batteurs. Le chanteur a entretenu une liaison amoureuse avec Kirsten Dunst ; ils sont désormais séparés, l'actrice ne supportant plus le rythme de Johnny et son caractère « bordélique ». Pour son album éponyme sorti en 2006, Razorlight aborde les thèmes du lien de la cause à effet en adoptant une attitude face à la raison, à l'explication et au rationalisme philosophique à travers ses chansons Before I fall to pieces, In the morning et Back to the start. En juillet 2007, Razorlight joue au Live Earth à Londres, grand concert pour la défense de l'environnement et contre le réchauffement climatique, organisé par Al Gore.

### Slipway Fires(2008–2009)
Leur nouvel album, Slipway Fires, est sorti le 3 novembre 2008. La chanson Wire to Wire issue de l'album Slipway Fires est utilisée comme bande originale du film Largo Winch en 2008. Le 5 mars 2009, NME.com confirme le départ d'Andy Burrows. David « Skully » Sullivan Kaplanprend sa place à la batterie ; il devait être à l'origine le batteur de tournée du groupe pour la fin 2009.

### Nouveaux morceaux (depuis 2010)
Lors d'une interview avec Teletext, Borrell annonce que le groupe travaille avec Steve Lillywhite et Dave McCracken sur un nouvel album. Cependant, il est révélé le 26 janvier 2011 que pour des sessions d'enregistrements non productives à la fin de 2010, Dalemo et Ågren ne font plus partie du groupe laissant Borrell seul membre original du groupe. Ils seront depuis remplacés par Freddie Stitz et Gus Robertson. Borrell annonce cette formation pendant une tournée solo en Europe entre septembre et octobre 2010,.
Razorlight est confirmé en 2014 pour des festivals comme le Y Not Festival, Tartan Heart Festival en Écosse, le Festival Internacional de Benicàssim et le Volksfest de Plymouth. Le 4 juin 2014 à l'Electric Ballroom de Camden, Razorlight joue en soutien au dixième anniversaire de son premier album. João Mello, un brésilien de 18 ans joue avec eux au saxophone.
Razorlight joue à Douglas, Île de Man, au TT Race Meeting le 9 juin 2017.
Le 26 octobre 2018 le groupe sort son quatrième album Olympus Sleeping, dix ans après le précédent Slipway Fires.

## Membres

### Membres actuels
- Johnny Borrell - chant, guitare
- Andy Burrows - batterie
- Björn Ågren - guitare
- Carl Dalemo - basse

### Anciens membres
- Christian Smith-Pancorvo - batterie (2003-2004)
- Skully - batterie
- Gus Robertson - guitare
- Freddie Stitz - basse
- Reni Lane - claviers, chant

## Discographie

### Albums studio
- 2004 : Up All Night
- 2006 : Razorlight
- 2008 : Slipway Fires
- 2018 : Olympus Sleeping
- 2024 : Planet Nowhere

### Compilations
- 2022 : Razor what?: The Best of Razorlight

### Apparitions
- 2008 : Wire to Wire (Largo Winch)

## Participations
- Reprise d’Englishman in New York de Sting sur la compilation Radio 1 Established 1967